# كريستوف جيربر
كريستوف جيربر هو فيزيائي سويسري، ولد في 15 مايو 1942 في بازل في سويسرا.